# Craugastor montanus
Craugastor montanus is een kikker uit de familie Craugastoridae. De soort werd voor het eerst wetenschappelijk beschreven door Edward Harrison Taylor in 1942. Oorspronkelijk werd de wetenschappelijke naam Microbatrachylus montanus gebruikt en later de naam Eleutherodactylus sartori.
De soortaanduiding montanus betekent vrij vertaald 'bergbewonend' en slaat op de habitat die bestaat uit bergstreken.
De soort komt voor in delen van Noord-Amerika en leeft endemisch in Mexico. De kikker komt voor in het gebergte Sierra Madre van Chiapas. Craugastor montanus wordt bedreigd door het verlies van habitat.